# Tocache
Tocache es una ciudad peruana capital del distrito y de la provincia homónimos en el departamento de San Martín. Se halla en la cuenca alta del río Huallaga.

## Toponimia
El nombre de Tocache se origina en la quebrada de El Pato. En aquel entonces, abundaban los patos silvestres en ese lugar. Sólo se rescató en memoria de aquellos animales el prefijo «to-». «Kachi» se rescató del nombre quechua de la sal, ya que cerca del poblado existen minas de sal. El nombre evolucionó hacia «Tocache».
Según Javier Cosavalente Galán, encargado del Museo arqueológico de Pachiza, el nombre del pueblo de Tocachi proviene del nombre del río homónimo, que desde el siglo XVIII se mencionaba ya en los mapas que elaboró Martínez de Compañón en 1785 y el fundador de Pachiza y Uchiza en 1790  y 1791, Fray Manuel de Sobreviela, y que años después se españolizó a Tocache; Por otro lado se sabe que ,toda esta zona de estos valles (ríos Huayabamba y Huallaga) fueron habitadas por tribus selváticas de los cholones e hibitos, y tenían sus propias lenguas muy diferentes al quechua, pero se entendían entre sí. Por esta zona hay muchas quebradas y ríos que tienen la terminología de achi («-ache»), como por ejemplo Jelachi, Ochanachi, Mitoachi, Shemacachi, Yulsanachi. En lengua hibita, «kachi» significaba "agua", muy diferente al quechua y mucho se atribuyen a este nombre, por eso nombres con esta terminologías derivan de este sufijo como ríos, por ejemplo Jelachi ("río Verde") y PulCachi ("Agua del Hijo").

## Historia

### Época preincaica
Las fuentes arqueológicas, como los petroglifos de Metal, Montecristo, Buenos Aires, Belén, hachas de piedra de Cañuto, Nuevo Bambamarca, Nuevo Amanecer, Balsa Probana; Cerámica de Pólvora, etc. Demuestran la presencia de grupos humanos procedentes de las oleadas migratorias amazónicas que paulatinamente fueron llegando a la región nuestros antecesores del grupo etnolingüístico TUPI-Guaraní, que desde el atlántico habían penetrado a través de la cuenca del Amazonas, y posteriormente mediante las familias Arawak y Caribe.
La provincia de Tocache fue habitada inicialmente por diversos grupos étnicos como los Hibitos, los Cholones, los Uchihuanes, etc. Prueba de ello son los monumentos diseminados en toda la provincia; vestigios líticos, cerámicas, arquitectura, etc. Estas poblaciones se dedicaron a la agricultura, pesca, recolección y al intercambio de productos con la sierra (Huacrachuco y Pataz) productos como coca, sal y otros.
Recientes descubrimientos han permitido conocer la existencia de grupos poblacionales, con dos centros de asentamientos; uno establecido en el actual distrito de Shunté y otro en las zonas altas de Uchiza y Cholón, habiendo sido catalogados ambos grupos como pertenecientes a los Uchihuanes (Uchiza) y Cholones (Tocache).

### Época inca
Durante la expansión del incanato Tocache y otras zonas de la Selva Nor Oriental han servido como refugio de las etnias que huían de la conquista inca (Chancas).

### Época colonial
La provincia de Cajamarquilla o Pataz era continuamente atacada por los habitantes de la montaña, de pronto en cualquier momento salían a robar, y en diversas ocasiones destruyeron los pueblos de Condormarca y del Collay. Cerca de los años 1670 un pastor de ganado mayor de dicha provincia penetró casualmente a la montaña, y los habitantes de la montaña le recibieron pacíficamente; aficionados al trato del visitante, empezaron a intercambiar mercaderías con la sierra .Posteriormente entraron sacerdotes en 1976 como los padres Fray Juan de Campos, Juan Martínez, Jerónimo Caballero. Vivían estas personas diseminados por las riberas de los ríos, teniendo como cacique a sus ancianos, a los cuales tenían especial respeto, los que predominaban eran los cholones y los hibitos.
Los indios de esta parte eran corpulentos, de buenas facciones, trabajadores; y su ordinario ejercicio era la labranza de sus chacras, la caza y la pesca. Las mujeres se ejercitaban en el cultivo del algodón en traer de sus chacras lo necesario para el sustento de su familia, hilar y tejer para sí y sus hijos el vestuario que era de algodón. Los indios hibitos eran menos corpulentos y más afeminados, sus indias más hermosas, aseadas y liberales que la de los indios cholones (crónica franciscana).
El modo de vestir de los cholones y los demás grupos étnicos, para el monte era una Cushma o camiseta de algodón, teñida de musgo. En el pueblo usaban calzones y cotones de bayeta. Las mujeres una ropa de algodón hasta los tobillos, y una especie de rebozo de bayeta. En los días de fiesta para participar en la misa se ponían camisas. Para comprar herramientas, camisas, capas y rebozos para las mujeres, salían a la sierra tardando ordinariamente ocho días cargando tres arrobas de coca además de la vestimenta; con el importe de la coca compraban lo referido, no usaban medias ni zapatos. Los cholones gozaban de buena salud; basados en una alimentación uniforme compuesta de plátanos asados, maní, pescado, monos, sajinos, yucas y frutas. Acostumbraban bañarse en el río al amanecer. Cuando entraba la epidemia de la viruela causaba en ellos grandes estragos, se retiraban a las montañas, imaginando que viviendo separados se librarían de la peste.
Las iglesias fueron construidas con fuertes maderas paredes embarradas y blanqueadas, techos de palma, las casas de los padres se los denominaba convento, las casas de los cholones no eran muy grandes, suficiente para vivir con decencia. En sus chacras tenían tambos para guarecerse del sol y depositar frutos, los padres salían a curarse a Pataz. A la llegada de los colonizadores Franciscanos en los siglos XVII y XVIII se asentaron en misión evangelizadora en la zona de Pampa Hermosa en 1676. En Tocache Viejo (Tocache) en 1775-1778 y Cruz Pampa (Uchiza) en 1790, evangelizando e incorporando a los aborígenes a los regímenes de la cultura Occidental.

### Época republicana
En la época republicana, el pueblo de Tocache pertenecía eclesiásticamente a la Vicaría de Tingo María (1847), y en 1848 pasó a depender de la Vicaría Forense de Saposoa.
El geógrafo y naturalista Antonio Raymondi, en su recorrido por el río Huallaga en los años 1858 – 1861, encontró muchos pueblos y asientos. Menciona que el distrito de Pachiza está formado por los pueblos de Juanjuí, Sacanche, El Valle, Sion, Tocache y Uchiza, memoria de las cuales se encuentra en “Apuntes sobre la Provincia Litoral de Loreto” editada en 1862. Raymondi, en su empeño por encontrar una nueva ruta para el Huallaga, ingresa por Huancaspata y llega a esta zona de Tocache. De Tocache dice Raymondi: ...“es un pueblo ubicado a escasa distancia del río Huallaga, habitado por naturales que se hacen llamar Cholones”.
El asentamiento denominado Tocache, se ubicó en el actual sector de Tocache Viejo, a orillas del actual río Tocache, desde donde se trasladan posteriormente a orillas del río Huallaga y desembocadura del río Tocache, al lugar que denominaron San Juan de Tocache. Se instalaron en ese lugar por la cercanía a la compañía de explotación industrial de la shiringa (caucho), que en aquellos tiempos fueron proveedoras de bonanza para los intermediarios y comerciantes en los años de 1914.
Luego de varios años de radicar en el poblado San Juan de Tocache y viendo que el lugar no reunía las condiciones adecuadas para fijar sus viviendas definitivas, por las constantes inundaciones del río Huallaga y del río Tocache, nuevamente un grupo de personas en el año 1935, abandonan el pueblo de San Juan de Tocache para trasladarse al lugar que hoy viene a ser la ciudad de Tocache, siendo rebautizado como Tocache Nuevo, creándose como anexo en el año 1937, perteneciendo al distrito de Uchiza.
Durante el último gobierno de Manuel Prado Ugarteche, Tocache asciende a la categoría de distrito, según Ley N.º 9097 de fecha 7 de marzo de 1940, perteneciendo a la Provincia de Mariscal Cáceres, siendo su primera autoridad el Sr. Emeterio Aliaga Rodríguez.
La creación como provincia se realizó el 6 de diciembre de 1984, durante el segundo gobierno del arquitecto Fernando Belaúnde Terry, abarcando los distritos de Uchiza, Tocache, Pólvora, Nuevo Progreso y Shunté.
Tocache tal como la conocemos hoy, al igual que los otros espacios territoriales de la Selva Alta del Perú, es producto de un largo proceso de colonización andina. A grandes rasgos, el proceso de colonización y poblamiento de Tocache estuvo marcado por diversos ciclos económicos, sociales y políticos, tales como: la época de extracción del caucho y barbasco, a finales del siglo XIX; la época de extracción de maderas finas, periodo del Café y Tabaco, durante el siglo XX; el auge de la palma aceitera desde finales de los 70; y el boom de la coca, narcotráfico y violencia social, durante la década del 80 e inicios de los 90.

## Geografía
La provincia de Tocache se ubica en el gran complejo andino (o Cordillera de los Andes), y comprende dos unidades morfoestructurales relevantes: por el oeste, se encuentra la Cordillera Oriental y, por el este, la Cordillera o Faja Subandina.
Tocache presenta un relieve con gran variedad de formas, entre las que destacan las zonas montañosas con diversas características de pendiente y altitud. Asimismo, la acción dinámica
de los ríos que drenan la provincia ha desarrollado relieves relativamente planos a ondulados
en algunos sectores.
Paralelamente, en este territorio se han producido intensos procesos pedogenéticos
que dieron origen a la gran variedad de suelos, los cuales han tenido, a su vez, influencia en la diversidad de la vegetación y hábitats.
La red hidrográfica de la provincia de Tocache forma parte de la cuenca alta del río Huallaga, cuya longitud dentro de la provincia es de 218 km. El río Huallaga, en su recorrido por la provincia, presenta alta pendiente y gran velocidad de corriente. Los principales tributarios de este río nacen en la Cordillera Oriental y en la Cordillera Subandina, caracterizándose por ser muy torrentosos y de alta velocidad, presentando baja diversidad íctica, con alrededor de 71 especies de peces.

## Clima
El clima varía de húmedo y cálido en las áreas bajas de planicies y lomadas del sector central de la cuenca, hasta muy húmedo y templado frío en las montañas. Una característica fundamental de la provincia es el exceso de humedad, que da lugar a escorrentía durante todo
el año, bajo la forma de arroyuelos, riachuelos y ríos de regímenes continuos. De esta manera, la escorrentía hídrica constituye el principal factor para el potencial desarrollo de la actividad agropecuaria de la zona.
| Parámetros climáticos promedio de Tocache | Parámetros climáticos promedio de Tocache | Parámetros climáticos promedio de Tocache | Parámetros climáticos promedio de Tocache | Parámetros climáticos promedio de Tocache | Parámetros climáticos promedio de Tocache | Parámetros climáticos promedio de Tocache | Parámetros climáticos promedio de Tocache | Parámetros climáticos promedio de Tocache | Parámetros climáticos promedio de Tocache | Parámetros climáticos promedio de Tocache | Parámetros climáticos promedio de Tocache | Parámetros climáticos promedio de Tocache | Parámetros climáticos promedio de Tocache |
| Mes                                       | Ene.                                      | Feb.                                      | Mar.                                      | Abr.                                      | May.                                      | Jun.                                      | Jul.                                      | Ago.                                      | Sep.                                      | Oct.                                      | Nov.                                      | Dic.                                      | Anual                                     |
| ----------------------------------------- | ----------------------------------------- | ----------------------------------------- | ----------------------------------------- | ----------------------------------------- | ----------------------------------------- | ----------------------------------------- | ----------------------------------------- | ----------------------------------------- | ----------------------------------------- | ----------------------------------------- | ----------------------------------------- | ----------------------------------------- | ----------------------------------------- |
| Temp. media (°C)                          | 25.2                                      | 25.1                                      | 25.1                                      | 24.9                                      | 24.5                                      | 23.9                                      | 23.8                                      | 24.2                                      | 24.7                                      | 24.7                                      | 25                                        | 25.2                                      | 24.7                                      |
| Temp. mín. media (°C)                     | 19.4                                      | 19.3                                      | 19.3                                      | 19.1                                      | 18.5                                      | 17.5                                      | 17.3                                      | 17.5                                      | 18.2                                      | 18.5                                      | 18.9                                      | 19.4                                      | 18.6                                      |
| Fuente: climate-data.org                  |                                           |                                           |                                           |                                           |                                           |                                           |                                           |                                           |                                           |                                           |                                           |                                           |                                           |

## Población
En los años 1920 - 1930 comenzó la colonización de Tocache con población de la Región San Martín procedentes de Saposoa, Juanjuí , Bellavista,. Durante la década de 1960, llegaron colonos de Piura y Arequipa con la colonización de Tingo María. En los años 70, estos procedieron de Ancash, La Libertad, Celendín y Cajamarca. Durante los años 80, durante el conflicto armado interno, llegaron al centro poblado personas vinculadas a grupos subversivos como Sendero Luminoso y el MRTA oriundos de Junín, Cerro de Pasco, Huánuco, también dedicados al narcotráfico, que fueron poco a pocos exterminados. Desde ese entonces, existe una fuerte población andina en el poblado que ha influenciado su identidad regional.
Como se mencionó en la sección anterior, hacia 1920 comienza la colonización de Tocache. A partir de entonces la población se incrementó constante y persistentemente hasta la década de los 90 del siglo pasado. En 1940, la provincia contaba apenas con 2 600 habitantes, los cuales estaban mayormente concentrados en los distritos de Uchiza y Tocache; después de 50 años, el censo de 1993 registraba 70 523 habitantes, siendo el periodo de mayor crecimiento los últimos 10 años (1981 - 1993). Desde mediados de los años 90, como consecuencia del declive del boom de la coca, se registra un significativo descenso de la población de la provincia hasta inicios del año 2000.
Paulatinamente, a partir del año 2000, el fenómeno del despoblamiento se revierte, y, actualmente se observa un fuerte incremento de la población como consecuencia del retorno de habitantes anteriormente establecidos, así como por la llegada de inmigrantes procedentes del resto del país. Pero aun así, la población registrada por el censo de 2005, es inferior en cinco mil habitantes a la población registrada en el año 1993 (12 años atrás).